# خط طول 176° شرق
خط طول 176° شرق خط غرينتش هو خط طول يعبر القطب الشمالي إلى القطب الجنوبي عبر المحيط المتجمد الشمالي، آسيا، المحيط الهادئ، نيوزيلندا، المحيط المتجمد الجنوبي وأنتاركتيكا. وهو يشكل دائرة متكاملة مع خط طول 4 غرب.

## من القطب إلى القطب
ينطلق خط طول 176° شرق من القطب الشمالي إلى القطب الجنوبي مرورا بالمناطق التالية:
| الإحداثيات                           | الدولة، الأرض أو البحر             |
| ------------------------------------ | ---------------------------------- |
| 90°0′N 176°0′E / 90.000°N 176.000°E  | المحيط المتجمد الشمالي             |
| 72°29′N 176°0′E / 72.483°N 176.000°E | بحر سيبيريا الشرقي                 |
| 69°52′N 176°0′E / 69.867°N 176.000°E | روسيا                              |
| 62°15′N 176°0′E / 62.250°N 176.000°E | بحر بيرينغ                         |
| 52°20′N 176°0′E / 52.333°N 176.000°E | المحيط الهادئ                      |
| 1°20′S 176°0′E / 1.333°S 176.000°E   | كيريباتي                           |
| 1°22′S 176°0′E / 1.367°S 176.000°E   | المحيط الهادئ                      |
| 37°29′S 176°0′E / 37.483°S 176.000°E | نيوزيلندا                          |
| 41°10′S 176°0′E / 41.167°S 176.000°E | المحيط الهادئ                      |
| 60°0′S 176°0′E / 60.000°S 176.000°E  | المحيط المتجمد الجنوبي             |
| 77°43′S 176°0′E / 77.717°S 176.000°E | أنتاركتيكا — منطقة روس — نيوزيلندا |